# Джевиці (Великопольське воєводство)
Джевиці (пол. Drzewice, нім. Hohenholz) — село в Польщі, у гміні Оконек Злотовського повіту Великопольського воєводства.
Населення — 51 особа (2011).
У 1975-1998 роках село належало до Пільського воєводства.

## Демографія
Демографічна структура станом на 31 березня 2011 року:
|          | Загалом | Допрацездатний вік | Працездатний вік | Постпрацездатний вік |
| -------- | ------- | ------------------ | ---------------- | -------------------- |
| Чоловіки | 24      | 2                  | 22               | 0                    |
| Жінки    | 27      | 5                  | 16               | 6                    |
| Разом    | 51      | 7                  | 38               | 6                    |